# USS Ludlow (DD-438)
«Ладлоу» (англ. USS Ludlow (DD-438) — військовий корабель, ескадрений міноносець типу «Глівз» військово-морських сил США за часів Другої світової війни та Греції у часи Холодної війни.
Есмінець брав участь у бойових діях на морі в Другій світовій війні, бився в Північній Атлантиці та в Середземному морі, супроводжував атлантичні конвої. За бойові заслуги в ході війни корабель відзначений шістьма бойовими зірками та низкою медалей США.

## Історія створення
«Ладлоу» був закладений 18 грудня 1939 року на верфі компанії Bath Iron Works у Баті, в штаті Мен, де 11 листопада 1940 року корабель спустили на воду. 5 березня 1941 року він увійшов до складу ВМС США.

## Історія служби
У жовтні 1942 року корабель був визначений до складу Оперативної групи 34 (TF 34), що готувалася до вторгнення в Північну Африку. Наприкінці 7 листопада 1942 року «Ладлоу» прибув до мису Федхала, Французьке Марокко. Невдовзі після того, як перша хвиля десантних кораблів попрямувала до берега, «Ладлоу» опинився в епіцентрі бою з береговими батареями, бомбардувальниками та військово-морськими силами Вішістської Франції, що складалися з крейсера та двох есмінців, у морській битві при Касабланці. 6-дюймовий снаряд влучив у його ніс, і поодинокі снаряди падали поруч, коли «Огаста» та «Бруклін» прибули та допомогли знищити французькі кораблі.
«Ладлоу» повернувся до Нью-Йорка для відновлення пошкоджень, отриманих у бою, потім провів навчання біля узбережжя штату Мен, перш ніж 14 січня 1943 року вирушив у перший із трьох конвоів до Касабланки. Після третього з них, у червні, він залишався в Середземному морі, готуючись для майбутнього вторгнення на Сицилію. Разом із силами вторгнення 10 липня «Ладлоу» забезпечував вогневу підтримку наземним військам, що билися поблизу Лікати та Порса-Емпедокле. Далі йшли щоденні ворожі повітряні атаки, і 11 серпня він збив свій перший літак.
9 вересня есмінець брав участь у висадці союзників в континентальній Італії, «Ладлоу» очолював частину штурмової хвилі через мінне поле в ході висадки морського десанту в Салерно. Згодом виконував функції прикриття конвоїв, що циркулювали між Неаполем та Ораном до 11 січня 1944 року. Повернувшись на плацдарми, корабель прикривав війська союзників, що штурмували берег в Анціо 22 січня. В ході боїв поблизу плацдарму союзників менш ніж за тиждень «Ладлоу» знищив два бомбардувальники, один винищувач і три крилаті бомби.
19 травня 1944 року американські есмінці «Ніблек» і «Ладлоу» за підтримки двох британських бомбардувальників «Веллінгтон» і одного британського бомбардувальника «Вентура» потопили глибинними бомбами північно-західніше Алжиру німецький підводний човен U-960 оберлейтенанта-цур-зее Гюнтера Гайнріха. 31 члени екіпажу загинули, 20 врятовані.